# Acontia audeoudi
Acontia audeoudi är en fjärilsart som beskrevs av Brandt 1939. Acontia audeoudi ingår i släktet Acontia och familjen nattflyn. Inga underarter finns listade i Catalogue of Life.